# Satyam S. Kathrein
Satyam S. Kathrein (* 20. Jahrhundert) ist ein deutscher Therapeut, Seminarleiter, spiritueller Lehrer, Reiki-Meister sowie Autor mehrerer Bücher. Er gründete das sogenannte „Neo Holistic Institut“ sowie die „Akademie für Lebensthemen-Therapie“ und „tibetische Energiemedizin“ in München.

## Therapeutische Arbeit
Ein Behandlungsansatz von Kathrein geht von der Evolution des Bewusstseins als wesentlicher Grundlage allen Seins aus. Die Arbeit erfolgt im Rahmen von Einzelsitzungen (auch Kinder und Jugendliche, Paar- und Familientherapie sowie Firmenberatung) und durch die Teilnahme an den fünftägigen so genannten Quantensprung-Seminaren.
Gymnation ist ein von Satyam S. Kathrein entwickeltes etwa 50 Minuten dauerndes Fitness-Programm für Körper und Geist, durch dessen Ausführung gleichzeitig ein revitalisierender Effekt als auch ein meditativ-entspannter Grundzustand erreicht werden soll.

## Werke
Bücher
- Reiki-Therapie (Ullstein Verlag)
- Gymnation: Gymnastik & Meditation – Die sanfte Fitness (Allegria Verlag)
- Die Erlösung der Lebensthemen: Der Schlüssel zu Liebe, Gesundheit, Berufung und Glück (Ullstein Verlag)
- Leben wie ein Buddha. Vom alltäglichen Umgang mit dem Erleuchtungsweg (Allegria Verlag)
- Ego-Crash: Knack den Ego-Code! (Allegria Verlag)

geführte Meditationen auf CD
- Die Reise zum inneren Schatzkästchen, eine geführte Traumreise
- Die Quantensprung-Meditation/ Die Buddha-Natur, eine 5 Phasen Meditation